# 梳状滤波器
信号处理领域中，梳状滤波器（英語：Comb filter，又稱梳形濾波器）使一个信号与它的延时信号叠加，从而产生相位抵消。梳状滤波器的频率响应由一系列规律分布的峰组成，看上去与梳子类似。
离散时间系统中的梳状滤波器满足下式：
{\displaystyle y[n]=ax[n]+bx[n-\tau ]+cy[n-\tau ]}
其中τ 是一个表示延时的常量。梳状滤波器也可以在连续时间系统上实现。它的频率响应为：
{\displaystyle H(\omega )={\frac {a+be^{-i\omega \tau }}{1-ce^{-i\omega \tau }}}}
频谱中的梳状峰值是因为系统周期的不连续性（极点），极点的位置满足：
{\displaystyle \cos(\omega \tau )={\frac {1+c^{2}}{2c}}}

## 应用
NTSC制式的电视信号解码器中以硬件（偶尔也有软件）实现了二维和三维梳状滤波器，以减轻杂色讯等效应。梳状滤波器也被应用在地面无线通信系统中。梳状滤波器可以产生回声效应，若将延时设置为几个毫秒，则将此滤波器加在音频信号上，就可以作为圆柱形谐振腔的模型。因为这种谐振腔能够放大与它宽度相关的驻波对应的频率分量。

## 频率响应的计算
梳状滤波器是一个线性时不变系统，因此指数函数是这一系统的特征函数。所以当输入信号x(n) 为指数函数的形式时
{\displaystyle x(n)=e^{i\omega n}}
输出信号y(n) 的形式为：
{\displaystyle y(n)=H(\omega )e^{i\omega n}}
代入上文中梳状滤波器频响满足的条件式，可得：
{\displaystyle H(\omega )e^{i\omega n}=ae^{i\omega n}+be^{i\omega (n-\tau )}+cH(\omega )e^{i\omega (n-\tau )}}
{\displaystyle H(\omega )e^{i\omega n}=ae^{i\omega n}+be^{-i\omega \tau }e^{i\omega n}+cH(\omega )e^{-i\omega \tau }e^{i\omega n}}
由于指数函数非零，因此有：
{\displaystyle H(\omega )=a+be^{-i\omega \tau }+cH(\omega )e^{-i\omega \tau }}
解出{\displaystyle H(\omega )} 可得：
{\displaystyle H(\omega )={\frac {a+be^{-i\omega \tau }}{1-ce^{-i\omega \tau }}}}